# Datenhandbuch zur Geschichte des Deutschen Bundestages
Das Datenhandbuch zur Geschichte des Deutschen Bundestages wurde anlässlich des 30-jährigen Bestehens des Deutschen Bundestages von Peter Schindler, Mitarbeiter der Verwaltung des Deutschen Bundestages, und einigen an Parlamentarismus und Regierungslehre in besonderer Weise interessierten Professoren bzw. Hochschullehrern entwickelt, darunter insbesondere Uwe Thaysen.
Die Grundidee war, die in der Bundestagsverwaltung entstandenen Statistiken, die bis dahin zumeist als hausinterne Umdrucke erschienen und der Öffentlichkeit nicht ohne weiteres zugänglich waren, zusammenzufassen und wissenschaftlich aufbereitet zum 30-jährigen Bestehen des Bundestages zu publizieren.
Mit den Datenhandbüchern gelang es dem Bundestag, das Parlament zu sein, das seine Geschichte am besten dokumentiert und wissenschaftlich aufbereitet zur Verfügung stellt.
Die „Redaktion Datenhandbuch“ bestand bis 1999 als eigenständiges Referat „Parlamentshistorische Dokumentation“ innerhalb der Bundestagsverwaltung. Von 2000 bis 2006 war die Redaktionsgruppe dem Fachbereich „Geschichte, Zeitgeschichte, Politik“ innerhalb der Wissenschaftlichen Dienste zugeordnet. Seit der von Parlamentspräsident Norbert Lammert durchgeführten Verwaltungsreform im Mai 2006 ist die „Redaktion Datenhandbuch“ ein Sachgebiet im Parlamentsarchiv des Deutschen Bundestages.
Bis Dezember 1999 war der Soziologe Peter Schindler Bearbeiter des Datenhandbuches; seit April 2000 leitet die Redaktion der Historiker Michael F. Feldkamp. Neben den verschiedenen Printausgaben, zuletzt für den Zeitraum 1990–2010, gibt es seit dem 17. Dezember 2010 eine Internet-Ausgabe des Datenhandbuches, deren wichtigsten Datensätze schnell aktualisiert und somit bequemer zugänglich gemacht werden können.
Da das Datenhandbuch als Printversion faktisch nur jede zweite Wahlperiode erscheinen konnte, hat die Zeitschrift für Parlamentsfragen jeweils zeitnahe kurz nach Beginn einer Wahlperiode einen Beitrag mit den wichtigsten Zahlen zur Parlamentsstatistik im Überblick herausgegeben.

## Druckausgaben
1949–1979:
Peter Schindler: 30 Jahre Deutscher Bundestag. Dokumentation, Statistik, Daten. Herausgegeben vom Presse- und Informationszentrum des Deutschen Bundestages, Referat Öffentlichkeitsarbeit. Universitäts-Buchdruckerei, Bonn 1979.
1949–1982:
Peter Schindler: Datenhandbuch zur Geschichte des Deutschen Bundestages 1949 bis 1982. Abteilung Wissenschaftliche Dokumentation des Deutschen Bundestages. Hrsg.: Presse- und Informationszentrum des Deutschen Bundestages. 3. Auflage. Nomos Verlagsgesellschaft, Baden-Baden 1984, ISBN 3-7890-1041-3.
1980–1984:
Peter Schindler: Datenhandbuch zur Geschichte des Deutschen Bundestages 1980 bis 1984. Fortschreibungs- und Ergänzungsband zum Datenhandbuch Bundestag 1949 bis 1982. Eine Veröffentlichung der Wissenschaftlichen Dienste des Deutschen Bundestages. Nomos Verlagsgesellschaft, Baden-Baden 1986, ISBN 3-7890-1271-8.
1980–1987:
Peter Schindler: Datenhandbuch zur Geschichte des Deutschen Bundestages 1980 bis 1987. Eine Veröffentlichung der Wissenschaftlichen Dienste des Deutschen Bundestages. Nomos Verlagsgesellschaft, Baden-Baden 1988, ISBN 3-7890-1606-3.
1983–1991:
Peter Schindler: Datenhandbuch zur Geschichte des Deutschen Bundestages 1983 bis 1991. Eine Veröffentlichung der Wissenschaftlichen Dienste des Deutschen Bundestages. Nomos Verlagsgesellschaft, Baden-Baden 1994, ISBN 3-7890-3432-0.
1949–1999:
Peter Schindler, Datenhandbuch zur Geschichte des Deutschen Bundestages 1949 bis 1999. Gesamtausgabe in drei Bänden. Eine Veröffentlichung der Wissenschaftlichen Dienste des Deutschen Bundestages. Nomos Verlagsgesellschaft, Baden-Baden 1999, ISBN 3-7890-5928-5.
1994–2003:
Michael F. Feldkamp unter Mitarbeit von Birgit Ströbel: Datenhandbuch zur Geschichte des Deutschen Bundestages 1994 bis 2003. Nomos Verlagsgesellschaft, Baden-Baden 2005, ISBN 3-8329-1395-5.
1990–2010:
Michael F. Feldkamp: Datenhandbuch zur Geschichte des Deutschen Bundestages 1990 bis 2010. Eine Veröffentlichung des Archivs des Deutschen Bundestages. Nomos Verlagsgesellschaft, Baden-Baden 2011, ISBN 978-3-8329-6237-1.